# Duck Dodgers (animatieserie)
Duck Dodgers is een Amerikaanse animatieserie uit 2003, gebaseerd op het korte filmpje Duck Dodgers in the 24½th Century uit 1953. Net als in dat filmpje draait de serie om de Looney Tunes-personages Daffy Duck en Porky Pig in de rollen van de ruimteheld Duck Dodgers en zijn cadet.
De serie werd geproduceerd door Warner Bros. Animation, en uitgezonden op de Amerikaanse Cartoon Network. De serie telt in totaal 39 afleveringen. In Vlaanderen werd de serie uitgezonden op VTM bij TamTam van 11 december 2004 tot en met 6 augustus 2007.

## Concept
In de serie worden de klungelige Duck Dodgers en zijn cadet geregeld op missies gestuurd voor de Galactic Protectorate. Deze organisatie vecht tegen het Martiaanse rijk. Dodgers en de cadet worden altijd tegengewerkt door Martian Commander X-2 (Marvin the Martian).
Hoewel het filmpje voornamelijk is gebaseerd op de originele Duck Dodgers, komen er ook elementen in voor uit andere Looney Tunes-filmpjes die niets te maken hebben met de originele Duck Dodgers en het sciencefictionthema van de serie.
Veel bekende Looney Tunes-personages komen voor in de serie in gastrollen, vaak met aangepaste namen en eigenschappen om aan te sluiten bij het thema van de serie. Zo is Yosemite Sam in de serie "K'chutha Sa'am," een parodie op de Klingon in Star Trek, Elmer Fudd is een buitenaards virus dat anderen infecteert en hen verandert in "The Fudd" (een combinatie de Flood en de Borg), en Wile E. Coyote is een buitenaardse jager gebaseerd op de Predator.
De serie bevat ook veel referenties naar andere media. Zo veranderd Duck Dodgers in de aflevering "The Green Loontern" in een Green Lantern; een superheld van DC Comics.

## Personages

### Galactic Protectorate
- Captain Duck Edgar Dumas Aloysius Dodgers – een onhandige eend die per ongeluk 300 jaar geleden werd ingevroren, en ontdooid door Dr. I.Q. Hi in de 24½e eeuw. Door handige listen en leugens overtuigt hij iedereen dat hij een grote held was in de 21e eeuw, hoewel hij in werkelijkheid slechts de waterdrager was voor een Footballteam. Mede door deze sterke verhalen is hij benoemd tot kapitein. Dodgers is niet echt slim, maar als het erop aankomt toont hij wel tekenen van moed en doorzettingsvermogen. Hij slaagt meestal in zijn missies door dom toeval.
- De jonge ruimtecadet – Dodgers’ helper en leerling. Hij wordt in de serie niet bij naam genoemd. Hij kijkt enorm tegen Dodgers op, en is een van de weinigen die hem ondanks alles als een held blijft zien. Zo twijfelt hij aan niets wat Dodgers zegt. Hij is een stuk competenter dan Dodgers, en het is vaak dankzij hem dat een missie toch slaagt.
- Dr. Ignatius Q "I.Q." Hi – een met overgewicht kampende wetenschapper die Dodgers vond en ontdooide. Hij is serieus en werkt altijd hard. Hij raakt makkelijk gefrustreerd door Dodgers’ onhandigheid.
- Captain Star Johnson – een rivaal van Dodgers. Hij heeft een universitaire opleiding gevolgd. Hij lijkt sterk op het personage Flash Gordon.

### Het Martiaanse rijk
- Martian Commander X-2 – een zelfverzekerde commandant van het Martiaanse leger, en Dodgers’ aartsvijand. Hij beschouwt Dodgers meer als een hinder dan echt een tegenstander. Hij heeft in het geheim gevoelens voor de koningin van Mars.
- De koningin van Mars – de heerser over het Martiaanse rijk. Ze heeft een oogje op Dodgers, en is ook van mening dat hij echt een held is.
- Commander K-9 - Martian Commander X-2's hond.
- Martian Centurion Robots – de robotsoldaten van de Martians.

## Afleveringen
De meeste afleveringen bestaan uit twee subafleveringen, maar er zijn ook lange afleveringen met een enkel verhaal.

### Seizoen 1
| #  | Titel                                              | uitzenddatum       |
| -- | -------------------------------------------------- | ------------------ |
| -- | "Duck Dodgers in the 24½th Century"                | 25 juli 1953       |
| -- | "Duck Dodgers and the Return of the 24½th Century" | 20 november 1980   |
| 01 | "Duck Deception / The Spy Who Didn't Love Me"      | 23 augustus 2003   |
| 02 | "The Fast and the Feathery / The Fowl Friend"      | 30 augustus 2003   |
| 03 | "The Trial of Duck Dodgers / Big Bug Mamas"        | 6 september 2003   |
| 04 | "Duck Codgers / Where's Baby Smarty Pants"         | 13 september, 2003 |
| 05 | "I'm Gonna Get You, Fat Sucka / Detained Duck"     | 20 september, 2003 |
| 06 | "K-9 Kaddy / Pig of Action"                        | 27 september 2003  |
| 07 | "Shiver Me Dodgers"                                | 4 oktober 2003     |
| 08 | "They Stole Dodgers' Brain / The Wrath of Canasta" | 11 oktober 2003    |
| 09 | "The Green Loontern"                               | 18 oktober 2003    |
| 10 | "Quarterback Quack / To Love a Duck"               | 25 oktober 2003    |
| 11 | "Hooray for Hollywood Planet"                      | 1 november 2003    |
| 12 | "The Queen Is Wild / Back to the Academy"          | 8 november 2003    |
| 13 | "Enemy Yours / Duck Departure"                     | 15 november 2003   |

### Seizoen 2
| #  | Titel                                             | uitzenddatum      |
| -- | ------------------------------------------------- | ----------------- |
| 14 | "Pig Planet"                                      | 14 augustus 2004  |
| 15 | "Invictus Interruptus / Pet Peeved"               | 14 augustus 2004  |
| 16 | "The Menace of Maninsuit / K-9 Quarry"            | 14 augustus 2004  |
| 17 | "Talent Show A-Go-Go / The Love of a Father"      | 14 augustus 2004  |
| 18 | "The New Cadet / The Love Duck"                   | 14 augustus 2004  |
| 19 | "The Fudd"                                        | 14 augustus, 2004 |
| 20 | "The Mark of Xero / I See Duck People"            | 1 januari 2005    |
| 21 | "Deathmatch Duck / Deconstructing Dodgers"        | 14 januari 2005   |
| 22 | "MMORPD / Old McDodgers"                          | 21 januari 2005   |
| 23 | "Diva Delivery / Castle High"                     | 28 januari 2005   |
| 24 | "Surf the Stars / Samurai Quack"                  | 4 februari 2005   |
| 25 | "Of Course You Know This Means War and Peace (1)" | 25 februari 2005  |
| 26 | "Of Course You Know This Means War and Peace (2)" | 25 februari 2005  |

### Seizoen 3
| #  | Titel                                                             | uitzenddatum      |
| -- | ----------------------------------------------------------------- | ----------------- |
| 27 | "Till Doom Do Us Part"                                            | 11 maart 2005     |
| 28 | "Villainstruck / Just the Two of Us"                              | 18 maart 2005     |
| 29 | "The Kids Are All Wrong / Win, Lose or Duck"                      | 8 april 2005      |
| 30 | "Boar to Be Riled / Clean Bill of Health"                         | 15 april 2005     |
| 31 | "The Best of Captains, the Worst of Captains / That's Lifomatica" | 22 april 2005     |
| 32 | "Diamond Boogie / Corporate Pigfall"                              | 16 september 2005 |
| 33 | "The Six Wazillion Dollar Duck"                                   | 23 september 2005 |
| 34 | "Too Close for Combat / Fins of War"                              | 30 september 2005 |
| 35 | "Good Duck Hunting / Consumption Overruled"                       | 7 oktober 2005    |
| 36 | "A Lame Duck Mind"                                                | 14 oktober 2005   |
| 37 | "Master & Disaster / All in the Crime Family"                     | 21 oktober 2005   |
| 38 | "In Space, No One Can Hear You Rock / Ridealong Calamity"         | 4 november 2005   |
| 39 | "Bonafide Hero: Captain Duck Dodgers"                             | 11 november 2005  |

## Cast
- Joe Alaskey Duck Dodgers, Martian Commander X-2, Beaky Buzzard, Drake Darkstar, Hubie en Bertie, Rocky, Muttley
- Bob Bergen – de cadet
- Michael Dorn - de Martian Centurion Robots, Captain Long, Klunkin Warrior
- Tia Carrere – De koningin van Mars.
- Richard McGonagle - Dr. I.Q. Hi
- John O'Hurley - Captain Star Johnson

## Prijzen
Duck Dodgers werd in 2004 genomineerd voor een Annie Award in de categorieën “Outstanding Achievement in an Animated Television Production Produced For Children”, “Music in an Animated Television Production”, “Production Design in an Animated Television Production”, en “Voice Acting in an Animated Television Production”. De serie won de Annie voor “Music in an Animated Television Production”.
De serie werd in zowel 2004 als 2005 genomineerd voor een Emmy Award in de categorie “Special class animated programm”.